# Callisia micrantha
Callisia micrantha ist eine Pflanzenart der Gattung Callisia in der Familie der Commelinagewächse (Commelinaceae). Das Artepitheton micrantha leitet sich von den griechischen Worten mikros für ‚klein‘ sowie anthos für ‚Blüte‘ ab.

## Beschreibung
Callisia micrantha wächst büschelig oder kriechend, ist gelegentlich niederliegend und erreicht eine Länge von 1 Meter und mehr. Die sukkulenten, grünen, praktisch kahlen Laubblätter weisen auf ihrer Unterseite purpurfarbene Striche auf. Sie sind spitz, schmal lanzettlich bis länglich lanzettlich sowie etwas sichelförmig und rinnig. Die Laubblätter sind 1,5 bis 2,5 Zentimeter lang und 0,5 bis 0,6 Zentimeter breit.
Der Blütenstand besteht aus meist endständigen und sitzenden, paarigen Wickeln. Die leuchtend rosavioletten Blüten stehen an 8 bis 12 Millimeter langen Blütenstielen und erreichen einen Durchmesser von 1 bis 1,5 Zentimeter. Die Staubblätter sind bärtig, ihre Konnektive gelb. Die Narbe ist kopfig.

## Systematik und Verbreitung
Callisia micrantha ist in den Vereinigten Staaten im Südosten des Bundesstaates Texas verbreitet.
Die Erstbeschreibung als Tradescantia micrantha durch John Torrey wurde 1858 veröffentlicht. David Richard Hunt stellte die Art 1983 in die Gattung Callisia.

## Nachweise